# Drosophila repletoides
Drosophila repletoides este o specie de muște din genul Drosophila, familia Drosophilidae, descrisă de Hsu în anul 1943. Conform Catalogue of Life specia Drosophila repletoides nu are subspecii cunoscute.